# 로코모티프 야로슬라블 여객기 추락 사고
로코모티프 야로슬라블 여객기 추락 사고는 2011년 9월 7일 러시아 콘티넨탈 하키 리그의 로코모티프 야로슬라블 선수단을 태운 Yak-42기가 야로슬라블주 투노슈나 공항을 출발하여 벨라루스 민스크-1 공항으로 가는 도중 2km 떨어진 곳에서 추락한 사고이다.

## 사상자
이 사고로 로코모티프 야로슬라블 선수단과 관계자 37명, 승무원 7명, 총 44명이 사망했고, 승무원 1명이 생존했다. 

### 선수단
| 선수                  | 나이 | 국적               |
| --------------------- | ---- | ------------------ |
| 비탈리 아니켄코       | 24   | 러시아/ 우크라이나 |
| 미하일 발란딘         | 31   | 러시아             |
| 겐나디 추릴로프       | 24   | 러시아             |
| 파볼 데미트라         | 36   | 슬로바키아         |
| 로베르트 디트리히     | 25   | 독일               |
| 알렉산드르 갈리모프   | 26   | 러시아             |
| 마라트 칼리무린       | 23   | 러시아             |
| 알렉산드르 칼랴닌     | 23   | 러시아             |
| 안드레이 킬류힌       | 24   | 러시아             |
| 니키타 킬류킨         | 21   | 러시아             |
| 스테판 리브           | 30   | 스웨덴             |
| 얀 마레크             | 31   | 체코               |
| 샤르게이 아스탑추크   | 21   | 벨라루스           |
| 카렐 라후네크         | 32   | 체코               |
| 루슬란 살레이         | 36   | 벨라루스           |
| 막심 슈발로프         | 18   | 러시아             |
| 카를리스 스크라스틴슈 | 37   | 라트비아           |
| 파벨 스누르니친       | 19   | 러시아             |
| 다닐 소브첸코         | 20   | 러시아/ 우크라이나 |
| 이반 트카첸코         | 31   | 러시아             |
| 파벨 트라하노프       | 33   | 러시아             |
| 유리 우리체프         | 20   | 러시아             |
| 요세프 바시체크       | 30   | 체코               |
| 알렉산드르 바슈노프   | 23   | 러시아             |
| 올렉산드르 뷰힌       | 38   | 러시아/ 우크라이나 |
| 아르툠 야르추크       | 21   | 러시아             |

### 팀 관계자
| 이름                  | 나이 | 국적     | 직책                      |
| --------------------- | ---- | -------- | ------------------------- |
| 브래드 매크리먼       | 52   | 캐나다   | 감독                      |
| 알렉산드르 카르폽체프 | 41   | 러시아   | 수석 코치                 |
| 이고리 코롤료프       | 41   | 러시아   | 수석 코치                 |
| 유리 바흐발로프       | -    | -        | 비디오 분석관             |
| 알렉산드르 벨랴예프   | -    | -        | 장비 관리관/마사지 치료사 |
| 니콜라이 크리보노소프 | 31   | 벨라루스 | 체력 코치                 |
| 예브게니 쿠노프       | -    | -        | 마사지 치료사             |
| 뱌체슬라프 쿠즈네초프 | -    | -        | 마사지 치료사             |
| 블라디미르 피스쿠노프 | -    | -        | 관리자                    |
| 예브게니 시도로프     | -    | -        | 코치 분석관               |
| 안드레이 지민         | -    | -        | 팀 닥터                   |

### 승무원
| 이름                | 직책        |
| ------------------- | ----------- |
| 안드레이 솔로멘체프 | 기장        |
| 이고르 제벨로프     | 부기장      |
| 나데즈다 막수모바   | 스튜어디스  |
| 블라디미르 마튜시킨 | 항공 기관사 |
| 옐레나 사르마토바   | 스튜어디스  |
| 옐레나 샤비나       | 스튜어디스  |
| 세르게이 주라블료프 | 정비공      |
| 알렉산드르 시조프   | 항공 기관사 |